# 1971年フランスグランプリ
1971年フランスグランプリ (1971 French Grand Prix) は、1971年のF1世界選手権第5戦として、1971年7月4日にポール・リカール・サーキットで開催された。
レースは55周で行われ、ティレルのジャッキー・スチュワートがポールポジションから優勝した。チームメイトのフランソワ・セベールが2位、ロータスのエマーソン・フィッティパルディが3位となった。

## 背景

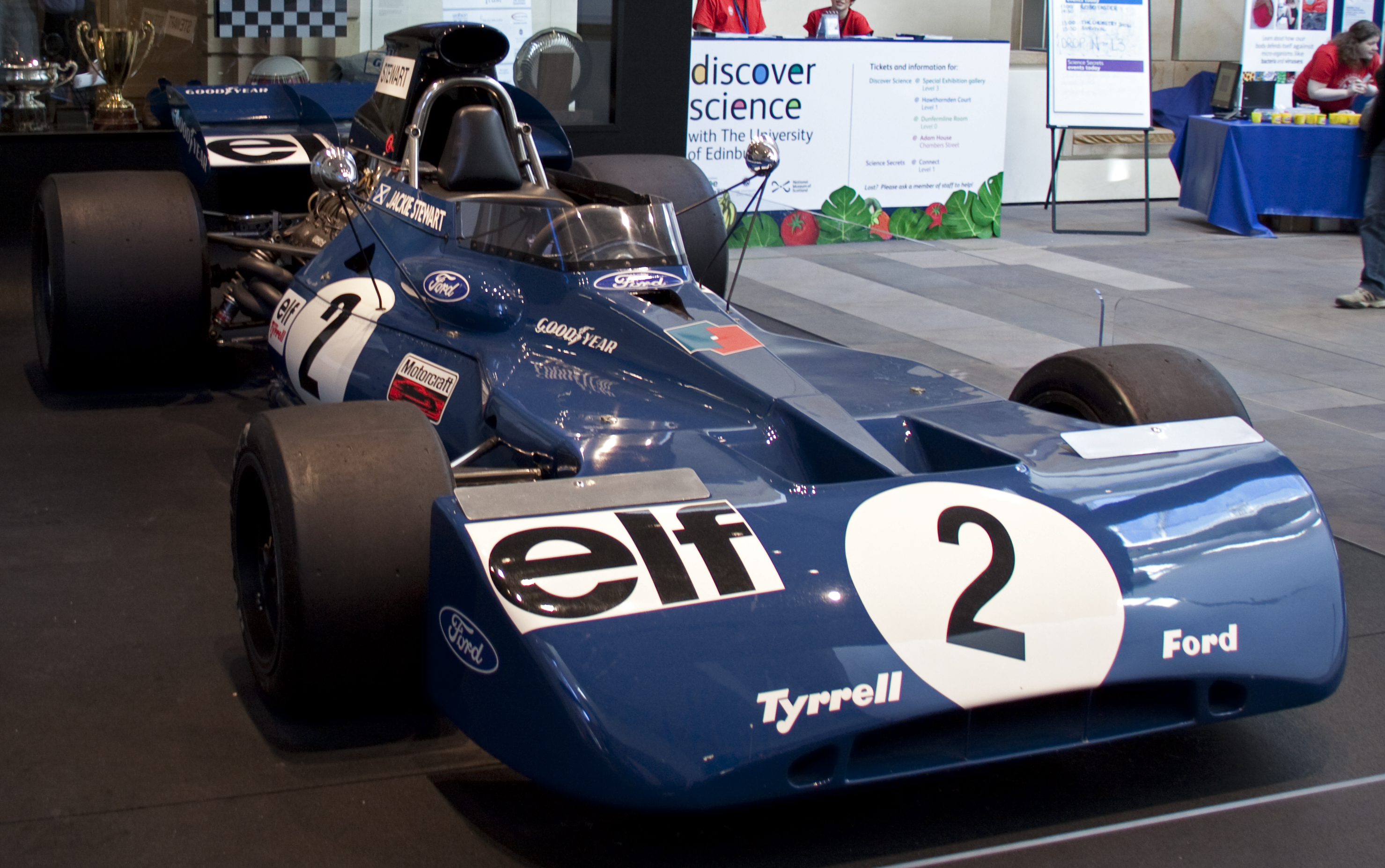
ティレルはインダクションポッドに続き、スポーツカーノーズを採用した（画像はティレル・003）。

プロヴァンス＝アルプ＝コート・ダジュール地域圏のヴァール県にあるポール・リカール・サーキットで、初めてフランスGPが開催された。同サーキットは高度な安全対策が施され、印象的なピットビルを備えた次世代的なものであった。1.8kmの長さを持つミストラルストレートを含めた高速サーキットであり、理論上はライバルチームよりはるかに優れたパワーを持つフェラーリの水平対向12気筒エンジンに利点をもたらすと見られた。
ティレルは前戦オランダGPで初めて装着したエアインテーク（インダクションポッド）に続き、スポーツカーノーズを採用した。インダクションポッドはマクラーレンやブラバムも採用し、以後各チームに普及していった。

## エントリー
ロータスは交通事故による負傷のため前戦オランダGPを欠場したエマーソン・フィッティパルディが復帰し、同GPで損傷したガスタービンエンジン搭載の56Bの使用を見送り、72Dに専念した。フェラーリはマリオ・アンドレッティがアメリカのレースに参戦するため、ジャッキー・イクスとクレイ・レガツォーニの2台で参加した。マーチはコスワースへのメンテナンス費用がチームの財政を圧迫した影響でフォード・コスワース・DFVエンジンが不足したため、ロニー・ピーターソンはアルファロメオエンジンを使用した。同社のエンジンは無償で提供されていたが、レース部門のアウトデルタはナンニ・ギャリをアンドレア・デ・アダミッチに交代するように求めたため、ギャリはDFVエンジンでエントリーされた。ただし、ギャリ用のDFVエンジンはなく、アダミッチとアレックス・ソラー＝ロイグのマシンを数周走らせただけであった。
地元フランス出身のドライバーが2人スポット参戦する。フランスF3の元チャンピオンであるフランソワ・マゼはジョー・シフェールのチームから、モチュールの支援を受けたマックス・ジャンはウィリアムズからそれぞれマーチ・701を走らせる。この他、シェルの支援を受けるジャン＝ピエール・ジャリエがマーチ・701を、ジェラール・ラルースがサーティースでTS9を走らせようとしたが、いずれも参戦には至らなかった。

### エントリーリスト
| チーム                                                     | No. | ドライバー                     | コンストラクター | シャシー | エンジン                         | タイヤ |
| ---------------------------------------------------------- | --- | ------------------------------ | ---------------- | -------- | -------------------------------- | ------ |
| ゴールドリーフ・チーム・ロータス                           | 1   | エマーソン・フィッティパルディ | ロータス         | 72D      | フォード・コスワース DFV 3.0L V8 | F      |
| ゴールドリーフ・チーム・ロータス                           | 2   | レイネ・ウィセル               | ロータス         | 72D      | フォード・コスワース DFV 3.0L V8 | F      |
| スクーデリア・フェラーリ SpA SEFAC                         | 4   | ジャッキー・イクス             | フェラーリ       | 312B2    | フェラーリ 001/1 3.0L F12        | F      |
| スクーデリア・フェラーリ SpA SEFAC                         | 5   | クレイ・レガツォーニ           | フェラーリ       | 312B2    | フェラーリ 001/1 3.0L F12        | F      |
| スクーデリア・フェラーリ SpA SEFAC                         | 6   | マリオ・アンドレッティ 1       | フェラーリ       | 312B2    | フェラーリ 001/1 3.0L F12        | F      |
| モーターレーシング・ディベロップメンツ・リミテッド         | 7   | グラハム・ヒル                 | ブラバム         | BT34     | フォード・コスワース DFV 3.0L V8 | G      |
| モーターレーシング・ディベロップメンツ・リミテッド         | 8   | ティム・シェンケン             | ブラバム         | BT33     | フォード・コスワース DFV 3.0L V8 | G      |
| ブルース・マクラーレン・モーターレーシング                 | 9   | デニス・ハルム                 | マクラーレン     | M19A     | フォード・コスワース DFV 3.0L V8 | G      |
| ブルース・マクラーレン・モーターレーシング                 | 10  | ピーター・ゲシン               | マクラーレン     | M19A     | フォード・コスワース DFV 3.0L V8 | G      |
| エルフ・チーム・ティレル                                   | 11  | ジャッキー・スチュワート       | ティレル         | 003      | フォード・コスワース DFV 3.0L V8 | G      |
| エルフ・チーム・ティレル                                   | 12  | フランソワ・セベール           | ティレル         | 002      | フォード・コスワース DFV 3.0L V8 | G      |
| ヤードレー・チーム・BRM                                    | 14  | ペドロ・ロドリゲス             | BRM              | P160     | BRM P142 3.0L V12                | F      |
| ヤードレー・チーム・BRM                                    | 15  | ジョー・シフェール             | BRM              | P160     | BRM P142 3.0L V12                | F      |
| ヤードレー・チーム・BRM                                    | 16  | ハウデン・ガンレイ             | BRM              | P153     | BRM P142 3.0L V12                | F      |
| STP・マーチ・レーシングチーム                              | 17  | ロニー・ピーターソン 2         | マーチ           | 711      | アルファロメオ T33 3.0L V8       | F      |
| STP・マーチ・レーシングチーム                              | 19  | アンドレア・デ・アダミッチ     | マーチ           | 711      | アルファロメオ T33 3.0L V8       | F      |
| STP・マーチ・レーシングチーム                              | 18  | アレックス・ソラー＝ロイグ     | マーチ           | 711      | フォード・コスワース DFV 3.0L V8 | F      |
| STP・マーチ・レーシングチーム                              | 33  | ナンニ・ギャリ 2               | マーチ           | 711      | フォード・コスワース DFV 3.0L V8 | F      |
| エキップ・マトラ・スポール                                 | 20  | クリス・エイモン               | マトラ           | MS120B   | マトラ MS71 3.0L V12             | G      |
| エキップ・マトラ・スポール                                 | 21  | ジャン＝ピエール・ベルトワーズ | マトラ           | MS120B   | マトラ MS71 3.0L V12             | G      |
| ブルックボンド・オクソ・チーム・サーティース               | 22  | ジョン・サーティース           | サーティース     | TS9      | フォード・コスワース DFV 3.0L V8 | F      |
| ブルックボンド・オクソ・チーム・サーティース               | 23  | ジェラール・ラルース 3         | サーティース     | TS9      | フォード・コスワース DFV 3.0L V8 | F      |
| アウト・モトール・ウント・シュポルト・チーム・サーティース | 24  | ロルフ・シュトメレン           | サーティース     | TS9      | フォード・コスワース DFV 3.0L V8 | F      |
| クラーク＝モーダウント＝ガスリー・レーシング               | 25  | マイク・ボイトラー 3           | マーチ           | 701      | フォード・コスワース DFV 3.0L V8 | F      |
| シェル・アーノルド・チーム                                 | 26  | ジャン＝ピエール・ジャリエ 3   | マーチ           | 701      | フォード・コスワース DFV 3.0L V8 | F      |
| フランク・ウィリアムズ・レーシングカーズ                   | 27  | アンリ・ペスカロロ             | マーチ           | 711      | フォード・コスワース DFV 3.0L V8 | F      |
| フランク・ウィリアムズ・レーシングカーズ                   | 28  | マックス・ジャン               | マーチ           | 701      | フォード・コスワース DFV 3.0L V8 | F      |
| ジョー・シフェール・オートモビルズ                         | 34  | フランソワ・マゼ               | マーチ           | 701      | フォード・コスワース DFV 3.0L V8 | F      |
| ソース:                                                    |     |                                |                  |          |                                  |        |

追記
- ^1 - アンドレッティは他のレースに出場するため欠場[3]
- ^2 - マーチはDFVエンジンの不足により、ピーターソンはアルファロメオを使用した。ギャリはDFVでエントリーされたがエンジンが準備できず、予選までデ・アダミッチやソラー＝ロイグのマシンを走行した[1]
- ^3 - マシンが準備できず欠場[7]

## 予選
ジャッキー・スチュワートは2番手のクレイ・レガツォーニに0.8秒差、3番手のジャッキー・イクスに1秒以上の差を付けてポールポジションを獲得し、12気筒のフェラーリは8気筒のフォード・コスワース・DFVエンジンに打ち負かされた。驚くべきことはブラバムのグラハム・ヒルが4番手を獲得したことで、12気筒のBRM勢（ペドロ・ロドリゲスとジョー・シフェール）に先行し、フランソワ・セベールも同じく12気筒のマトラ勢（ジャン＝ピエール・ベルトワーズとクリス・エイモン）を上回り、今季最高の7番手を獲得した。
スチュワートとフェラーリ勢がフロントローに並び、ヒルとロドリゲスが2列目、シフェール、セベール、ベルトワーズが3列目を占めた。ロータスはレイネ・ウィセルが15番手、エマーソン・フィッティパルディが17番手と後方に沈んだ。

### 予選結果
| 順位    | No. | ドライバー                     | コンストラクター      | タイム  | 差    | グリッド |
| ------- | --- | ------------------------------ | --------------------- | ------- | ----- | -------- |
| 1       | 11  | ジャッキー・スチュワート       | ティレル-フォード     | 1:50.71 | -     | 1        |
| 2       | 5   | クレイ・レガツォーニ           | フェラーリ            | 1:51.53 | +0.82 | 2        |
| 3       | 4   | ジャッキー・イクス             | フェラーリ            | 1:51.88 | +1.17 | 3        |
| 4       | 7   | グラハム・ヒル                 | ブラバム-フォード     | 1:52.32 | +1.61 | 4        |
| 5       | 15  | ペドロ・ロドリゲス             | BRM                   | 1:52.46 | +1.75 | 5        |
| 6       | 14  | ジョー・シフェール             | BRM                   | 1:52.50 | +1.79 | 6        |
| 7       | 12  | フランソワ・セベール           | ティレル-フォード     | 1:52.69 | +1.98 | 7        |
| 8       | 21  | ジャン＝ピエール・ベルトワーズ | マトラ                | 1:52.92 | +2.21 | 8        |
| 9       | 20  | クリス・エイモン               | マトラ                | 1:52.94 | +2.23 | 9        |
| 10      | 24  | ロルフ・シュトメレン           | サーティース-フォード | 1:53.10 | +2.39 | 10       |
| 11      | 9   | デニス・ハルム                 | マクラーレン-フォード | 1:53.24 | +2.53 | 11       |
| 12      | 17  | ロニー・ピーターソン           | マーチ-アルファロメオ | 1:53.36 | +2.65 | 12       |
| 13      | 22  | ジョン・サーティース           | サーティース-フォード | 1:53.57 | +2.86 | 13       |
| 14      | 8   | ティム・シェンケン             | ブラバム-フォード     | 1:53.58 | +2.87 | 14       |
| 15      | 2   | レイネ・ウィセル               | ロータス-フォード     | 1:53.75 | +3.04 | 15       |
| 16      | 16  | ハウデン・ガンレイ             | BRM                   | 1:53.77 | +3.06 | 16       |
| 17      | 1   | エマーソン・フィッティパルディ | ロータス-フォード     | 1:54.22 | +3.51 | 17       |
| 18      | 27  | アンリ・ペスカロロ             | マーチ-フォード       | 1:54.27 | +3.56 | 18       |
| 19      | 10  | ピーター・ゲシン               | マクラーレン-フォード | 1:54.90 | +4.19 | 19       |
| 20      | 33  | ナンニ・ギャリ                 | マーチ-フォード       | 1:55.52 | +4.81 | DNS 1    |
| 21      | 19  | アンドレア・デ・アダミッチ     | マーチ-アルファロメオ | 1:56.17 | +5.46 | 20       |
| 22      | 18  | アレックス・ソラー＝ロイグ     | マーチ-フォード       | 1:57.07 | +6.36 | 21       |
| 23      | 28  | マックス・ジャン               | マーチ-フォード       | 1:59.79 | +9.08 | 22       |
| 24      | 34  | フランソワ・マゼ               | マーチ-フォード       | 2:00.51 | +9.80 | 23       |
| ソース: |     |                                |                       |         |       |          |

追記
- ^1 - ギャリはエンジン不足のため、決勝は出走しない[1]

## 決勝
レース当日は壮大な夏の太陽の下で行われた。
ジャッキー・スチュワートはスタートでクレイ・レガツォーニ、ペドロ・ロドリゲス、ジャン＝ピエール・ベルトワーズを引き離す一方、ジャッキー・イクスは1コーナーの高速S字(S de la Verrerie)で行き場を失って8位まで順位を落とした。4番手スタートのグラハム・ヒルもスタートで失敗して10位に後退した。スチュワートは2周目にファステストラップを記録し、7周目には2位のレガツォーニに10秒の差を付けた。イクスはエンジンに問題を抱え、ロドリゲスとベルトワーズが3位争いを繰り広げている間にリタイアした。20周目にロニー・ピーターソンのアルファロメオエンジンがブローし、その際にこぼれたオイルにレガツォーニのフェラーリ・312B2が乗ってしまい、右リアからガードレールにクラッシュしてしまった。ヒルもこのオイルに乗り、レガツォーニのフェラーリを辛うじて避けたがガードレールに接触してしまい、ホイールを修理するためにピットへ向かった。これによりロドリゲスは2位となったが、28周目に点火装置の故障でリタイアした。これでフランソワ・セベールが2位に浮上し、ティレルの1-2体制が出来上がった。ヒルはコースに復帰したが、オイルポンプが壊れてリタイアした。
これによりジョー・シフェールは3位に浮上し、エマーソン・フィッティパルディを抑えた。フィッティパルディは交通事故で負った負傷によって包帯を巻いた状態でひどく痛みを感じながら走行していたが、40周目にシフェールを抜いた。シフェールはフィッティパルディを簡単に抜き返したが、フィッティパルディが再びシフェールを抜き返して3位表彰台を獲得した。クリス・エイモンはティム・シェンケンと5位を争ったが、シェンケンが残り6周でオイルを使い果たし、エイモンはパフォーマンスに欠けるマトラをホームグランプリで5位に導いた。
スチュワートは1度も首位の座を譲らず、2位のセベールに28秒差を付けて今季3勝目を挙げ、モナコGPに続く3度目のグランドスラムを達成した。セベールは母国グランプリで初の表彰台を獲得し、大いに評価を上げた。ティレルはトリッキーなサーキットで初の1-2フィニッシュを果たした。インダクションポッドやスポーツカーノーズを装着したことによる効果は絶大で、ストレートを他のフォード・コスワース・DFVエンジン搭載車とは明らかに異なる排気音で走り去り、スピードもよりパワフルな12気筒のフェラーリと比べても全く遜色がなかった。
ペドロ・ロドリゲスにとってはこれが最後のレースとなった。ロドリゲスは翌週7月11日に西ドイツのノリスリンクで行われたインターセリエスポーツカーレースで借り物のフェラーリ・512Sで首位を走行中に事故に遭い、31歳でこの世を去った。前年から復調傾向だったBRMはエースドライバーを失ってしまった。

### レース結果
| 順位    | No. | ドライバー                     | コンストラクター      | 周回数 | タイム/リタイア原因 | グリッド | ポイント |
| ------- | --- | ------------------------------ | --------------------- | ------ | ------------------- | -------- | -------- |
| 1       | 11  | ジャッキー・スチュワート       | ティレル-フォード     | 55     | 1:46:42.3           | 1        | 9        |
| 2       | 12  | フランソワ・セベール           | ティレル-フォード     | 55     | +28.12              | 7        | 6        |
| 3       | 1   | エマーソン・フィッティパルディ | ロータス-フォード     | 55     | +34.07              | 17       | 4        |
| 4       | 14  | ジョー・シフェール             | BRM                   | 55     | +37.17              | 6        | 3        |
| 5       | 20  | クリス・エイモン               | マトラ                | 55     | +41.08              | 9        | 2        |
| 6       | 2   | レイネ・ウィセル               | ロータス-フォード     | 55     | +1:16.02            | 15       | 1        |
| 7       | 21  | ジャン＝ピエール・ベルトワーズ | マトラ                | 55     | +1:16.93            | 8        |          |
| 8       | 22  | ジョン・サーティース           | サーティース-フォード | 55     | +1:24.91            | 13       |          |
| 9       | 10  | ピーター・ゲシン               | マクラーレン-フォード | 54     | +1 Lap              | 19       |          |
| 10      | 16  | ハウデン・ガンレイ             | BRM                   | 54     | +1 Lap              | 16       |          |
| 11      | 24  | ロルフ・シュトメレン           | サーティース-フォード | 53     | +2 Laps             | 10       |          |
| 12      | 8   | ティム・シェンケン             | ブラバム-フォード     | 50     | 油圧                | 14       |          |
| 13      | 34  | フランソワ・マゼ               | マーチ-フォード       | 50     | +5 Laps             | 23       |          |
| NC      | 28  | マックス・ジャン               | マーチ-フォード       | 46     | 規定周回数不足      | 22       |          |
| Ret     | 27  | アンリ・ペスカロロ             | マーチ-フォード       | 45     | ギアボックス        | 18       |          |
| Ret     | 7   | グラハム・ヒル                 | ブラバム-フォード     | 34     | オイルパイプ        | 4        |          |
| Ret     | 19  | アンドレア・デ・アダミッチ     | マーチ-アルファロメオ | 31     | エンジン            | 20       |          |
| Ret     | 15  | ペドロ・ロドリゲス             | BRM                   | 27     | イグニッション      | 5        |          |
| Ret     | 5   | クレイ・レガツォーニ           | フェラーリ            | 20     | アクシデント        | 2        |          |
| Ret     | 17  | ロニー・ピーターソン           | マーチ-アルファロメオ | 19     | エンジン            | 12       |          |
| Ret     | 9   | デニス・ハルム                 | マクラーレン-フォード | 16     | イグニッション      | 11       |          |
| Ret     | 4   | ジャッキー・イクス             | フェラーリ            | 4      | エンジン            | 3        |          |
| Ret     | 18  | アレックス・ソラー＝ロイグ     | マーチ-フォード       | 4      | 燃料ポンプ          | 21       |          |
| DNS     | 33  | ナンニ・ギャリ                 | マーチ-フォード       |        | エンジン            |          |          |
| ソース: |     |                                |                       |        |                     |          |          |

優勝者ジャッキー・スチュワートの平均速度
179.700 km/h (111.660 mph)
ファステストラップ
- ジャッキー・スチュワート - 1:54.09（2周目）

ラップリーダー
太字は最多ラップリーダー
- ジャッキー・スチュワート - 55周 (全周回)

達成された主な記録
- ドライバー
  - 初出走: フランソワ・マゼ（英語版）[17]、マックス・ジャン（英語版）[18] - ともにこの1戦のみ参戦。
  - 最終出走: ペドロ・ロドリゲス[19][1]
  - 3回目のグランドスラム: ジャッキー・スチュワート - モナコGPに続いて今季2回目[12]。
  - 初表彰台: フランソワ・セベール[1]
- コンストラクター
  - 初の1-2フィニッシュ: ティレル - 1位ジャッキー・スチュワート、2位フランソワ・セベール[1]。
  - 50戦目の出走: マクラーレン[1]
  - 70回目の表彰台: ロータス[1]

## 第5戦終了時点のランキング
|         | 順位 | ドライバー               | ポイント |
| ------- | ---- | ------------------------ | -------- |
|         | 1    | ジャッキー・スチュワート | 33       |
|         | 2    | ジャッキー・イクス       | 19       |
|         | 3    | マリオ・アンドレッティ   | 9        |
|         | 4    | ペドロ・ロドリゲス       | 9        |
|         | 5    | ロニー・ピーターソン     | 9        |
| ソース: |      |                          |          |

|         | 順位 | コンストラクター  | ポイント |
| ------- | ---- | ----------------- | -------- |
| 1       | 1    | ティレル-フォード | 33       |
| 1       | 2    | フェラーリ        | 28       |
|         | 3    | BRM               | 12       |
|         | 4    | マーチ-フォード   | 9        |
| 2       | 5    | ロータス-フォード | 9        |
| ソース: |      |                   |          |

- 注:  トップ5のみ表示。前半6戦のうちベスト5戦及び後半5戦のうちベスト4戦がカウントされる。